# Экология Нижнего Новгорода
Нижний Новгород, как крупный промышленный центр, характеризуется высоким уровнем загрязнения атмосферного воздуха, связанным с выбросами от автомобильного транспорта (83 %) и объектов промышленности.
Со всех сторон город окружён промышленными центрами с большими объёмами выбросов загрязняющих веществ.
В 2005 году наибольшие уровни загрязнения воздуха фиксировались в Ленинском, Советском и Московском районах. В 2008 году в отдельных районах концентрации составляли до 4 ПДК. В Зелёном городе средние за 2005 год показатели оставались ниже ПДК.
По качеству атмосферного воздуха наиболее проблемным является Московский район, от жителей которого поступает больше всего жалоб на появление неприятного запаха в районе масложиркомбината, при этом при проведении анализа проб воздуха превышение ПДК не фиксируется.
Также на границе Московского и Сормовского районов, около станции Варя расположено гудроновое озеро, содержащее серную кислоту с примесями тяжёлых углеводородов и загрязняющее как воздух, так и воду.

## Водные ресурсы

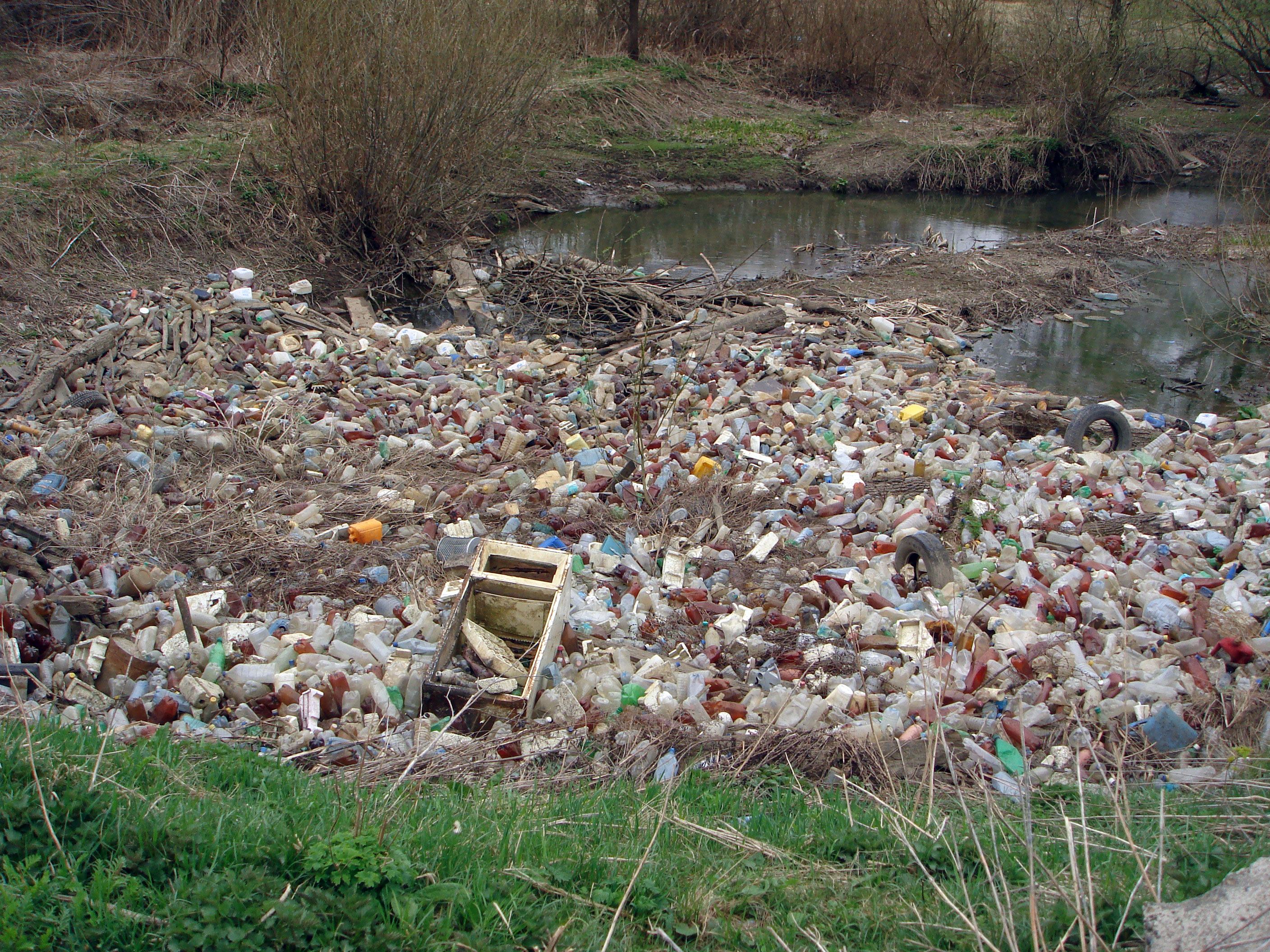
Река Кова

Загрязнены подземные воды, малые водоёмы, основные источники водозабора — Ока и Волга подвержены сильному антропогенному воздействию. Воды Оки в районе Дзержинска и Нижнего Новгорода являются одними из самых загрязнённых среди рек Нижегородской области. Из-за сброса сточных вод в районе города в Волге наблюдается высокая бактериальная загрязнённость, что не позволяет использовать её для рекреационных целей и вынуждает хлорировать питьевую воду повышенными дозами, что приводит к повышенному образованию канцерогенных хлорорганических соединений. Средний по городу показатель сухого остатка составляет 3,2 %, самый большой процент нестандартных проб по санитарно-химическим показателям в Ленинском районе — 7,5 %. В среднем по городу — 5,3 %. В Нижнем Новгороде высокий процент аварий в коммунальной сфере приходится на холодное водоснабжение — 75 %, в то время как по области — 54 %.
В 2008 году принято решение провести инвентаризацию альгофлоры (видов водорослей) Горьковского и Чебоксарского водохранилищ с целью определения влияния видов на закисление, «цветение» и органическое загрязнение воды, выявление видов нуждающихся в охране.
В городе периодически проводятся акции по очистке рек от мусора.

## Твёрдые бытовые отходы
Для борьбы с незаконными свалками с 2006 года ведётся работа по созданию экологической полиции. С соответствующим ходатайством в МВД РФ о включении области в пилотный проект обратилось правительство области. В 2008 году утверждена штатная численность экологического подразделения в структуре милиции общественной безопасности.

С 2007 года, в целях дальнейшего перехода на раздельный сбор мусора, производится замена мусорных контейнеров. По состоянию на 2008 год основная часть мусора утилизируется на полигонах, в том числе 60 % на крупнейшем в Европе Игумновском полигоне.

## Радиационный фон
Радиационный фон составляет 0,11-0,12 мкЗв/час.

## Зелёные насаждения
За вырубку зелёных насаждений в 2007—2009 годах в качестве компенсации в городской бюджет было перечислено 100 млн. В 2007 году было высажено 817 деревьев, 478 кустарников, в 2008 году — 2 899 деревьев и 1 330 кустарников, в 2009 году — 1 733 дерева и 19 476 кустарников.